# 普罗旺斯历史
普罗旺斯历史是指法国普罗旺斯的歷史。自新石器时代起，利古里亚人就在普罗旺斯居住。大约从公元前900年起，凯尔特人來到當地，大约从公元前600年起，又有希臘人來到當地。 公元前2世纪末，普罗旺斯被羅馬帝國征服。879年到1486年期間，普罗旺斯由普羅旺斯國王以及普罗旺斯伯爵统治。 1481年，路易十一兼任普罗旺斯伯爵。 1486年，普罗旺斯并入法国。